# Нова Осухова
Нова Осухова (пол. Nowa Osuchowa) — село в Польщі, у гміні Острув-Мазовецька Островського повіту Мазовецького воєводства.
Населення — 454 особи (2011).
У 1975-1998 роках село належало до Остроленцького воєводства.

## Демографія
Демографічна структура станом на 31 березня 2011 року:
|          | Загалом | Допрацездатний вік | Працездатний вік | Постпрацездатний вік |
| -------- | ------- | ------------------ | ---------------- | -------------------- |
| Чоловіки | 243     | 64                 | 149              | 30                   |
| Жінки    | 211     | 51                 | 106              | 54                   |
| Разом    | 454     | 115                | 255              | 84                   |